# Bent Flyvbjerg
Bent Flyvbjerg (født 10. december 1952) er en internationalt kendt dansk samfundsforsker, som især beskæftiger sig med at undersøge og skabe teorier for store anlægsinvesteringer. Han er uddannet cand.scient i geografi og økonomi og blev i 1979 ansat ved Aalborg Universitet, hvor han blev dr.techn. i 1991. Hans disputats er udkommet på dansk i 1991 med titlen Rationalitet og magt.
I 1993 udnævntes han til professor i Aalborg og er tillige fra 2006 professor ved det hollandske Delft University of Technology.
I 2009 ansatte Oxford University Flyvbjerg som chef for et nyt forskningscenter, der skal analysere og rådgive om styring af meget store investeringsprojekter indenfor byggeri, forskning m. v.
I 2021 ansatte ITU Flyvbjerg som professor.

## Udgivelser
I udvalg
- Megaprojects and Risk: An Anatomy of Ambition
- Making Social Science Matter: Why Social Inquiry Fails and How It Can Succeed Again
- Rationality and Power: Democracy in Practice, 1998 (Rationalitet og magt, 1991)

Hertil kommer bidrag i en lang række internationale tidsskrifter.
Flyvbergs engelske bog med Dan Gardner, "How Big Things Get Done" er oversat til dansk som "Få store ting gjort. Forskellen mellem succes og fiasko i alle slags projekter" og udgivet i 2024.